# نهج إديسوني
النهج الإديسوني إلى الابتكار يتميز بالاكتشاف عن طريق التجربة والخطأ بدلا من اتباع نهج نظري منهجي. هذا قد يكون مصطلح ملائم، لكنه وصف غير دقيق ومضلل لطريقة الاختراع التي استخدمها فعلا توماس إديسون. على سبيل المثال كثيرا ما يستشهد به للنهج الاديسوني هو العملية الناجحة ولكن طويلة الأمد التي يقال انه قد اتبعها لابتكار المصباح الكهربائي الساطع.التجربة والخطأ وحدها لا تعتبر سبب نجاح اديسون مع الإضاءة الكهربائية في حين فشل آخرون كثر (فريدل وإسرائيل (1987) قائمة 23 آخرين) أو سجله الرائع من حوالي 1100 براءة اختراع (انظر قائمة اديسون لبراءات الاختراع).
السجلات التاريخية تشير إلى أن نهج أديسون كان أكثر تعقيدا بكثير، وأنه جعل يستخدم النظريات المتاحة، ولم يلجأ إلى التجربة والخطأ إلا حين لم توجد نظريات كافية.

## التجربة والخطأ (مطاردة ومحاولة)
بناء على دراسة مفصلة لكتاباته، عدد من العلماء قد أشاروا إلى أن اديسون عموماً لجأ إلى التجربة والخطأ عند غياب النظريات الكافية. على سبيل المثال، عند تطوير ميكروفون الكربون (أو مرسل حبوب الكربون) والذي أصبح أساساً للهواتف لمئات السنين اللاحقة، أديسون والعاملين معه جربوا المئات من المواد، وأخيراً استقروا على السّناج (أسود الكربون)باعتبارها وسيلة مقاومة متغيرة. أديسون لم يتمكن من استخدام النظرية لحل هذه المشكلة لأنه -كما لاحظ جورمان وكارلسون- في ذلك الوقت «حتى الآن لم يتمكن أحد من أن يطور نظرية كيميائية يستطيع أديسون أن يستخدمها كي يحدد شكل من أشكال الكربون له الخصائص الكهربائية التي يريدها هو» (جورمان وكارلسون، 1990).
أديسون لم يكن وحده في استخدام التجربة والخطأ (أو كما وصفها هيوز بأنها «مطاردة ومحاولة») لأنه - مثل الآخرين - كان يعمل عند حواف النظرية المعاصرة. توماس ميدغلي (الذي يحمل شهادة الدكتوراه وكان المخترع لرابع إيثيل الرصاص والمبردات من الهيدروكربون المهلجنة) قال عن التجربة والخطأ:«هو الخدعة لتحويل مطاردة أوزة برية إلى اصطياد ثعلب» (نقلا عن هيوز في 2004).
عمل رائج متل هذا يتطلب الجمع بين النظرية والنهج التجريبي. أديسون استخدم «النهج النظري من القاع إلى القمة» عند تطوير الإضاءة الكهربائية وإجراء تحليل مفصل لكامل نظام الإضاءة الكهربائية على أساس قوانين جول وأوم. هذا أدى به إلى الاستنتاج أنه ليكون ناجحا اقتصاديا، عليه أن ينتج مصباحا عالي المقاومة (حوالي 100 أوم). (فريدل وإسرائيل 1987) في اللحظة التي ظهرت فيها الحاجة إلى وجود مصباح عالي المقاومة، كان عليه أن يواجه حقيقة عدم وجود نظريات الانبعاث الضوئي لوصف سلوك المواد عند تسخينها إلى الإتقاد. عندها شرع في بحث منهجي عن مادة مناسبة وعن التقنيات اللازمة لصنعها في أحجام اقتصادية.

## أسلوب إديسون
المؤرخ توماس هيوز (1977) يصف ملامح أسلوب اديسون. باختصار، هي:
- يقول هيوز: «في صياغة أفكار حل المشكلة هو كان مخترعا؛ في تطوير الاختراعات كان أسلوبه أقرب إلى الهندسة؛ وفي حرصه على التمويل والتصنيع، والأنشطة الأخرى التي تتبع التطوير والاختراع، كان مبتكرا».
- اديسون «ببراعة اختار» المشاكل التي استفادت مما يعرفه هو بالفعل.
- أسلوب اديسون كان لاختراع نظم بدلا من مكونات النظم. اديسون لم يخترع مجرد مصباح كهربائي، لقد اخترع نظاما اقتصاديا للإضاءة قابلا للتطوير، بما في ذلك المولدات والكابلات، والقياس، وهلم جرا.
- طريقة اديسون في الاختراع كانت تقوم على التجربة مرارا وتكرارا للأجهزة والأدوات في بيئات أكثر تعقيدا؛ ليتوصل تدريجيا لظروف استخدامها النهائي.
- اديسون خلط الاختراع مع الاقتصاد. نظام الإنارة الكهربائية خاصته صمم ليكون منافسا اقتصاديا للإضاءة بالغاز.
- اديسون جمع ونظم الموارد التي من شأنها أن تؤدي إلى الاختراعات الناجحة:
  - الرجال من ذوي المهارات التي من شأنها أن تساعد المهمة.
  - المعدات—آلات وأدوات ومواد كيميائية وغيرها
  - كتب حول هذا الموضوع. فقد بدأ مشروعه باستعراض أدبي شامل.
  - بيئة حيث الغرض كان هو الاختراع وليس شيئا آخر، مثل الصناعات التحويلية.
- أديسون كان القائد الكاريزمي الذي استند على أفكار أولئك الذين عملوا معه.
- اديسون مهووس في سعيه لتحقيق النتائج، ولم يسمح للأشياء مثل قلة النوم، أو التكلفة، أن تردعه.
- خلافا لرأي عام، فإن اديسون استفاد من الأسلوب العلمي ولكن بطريقة كانت تقتصر على المهمة في متناول اليد، ولم يسع إلى تطوير نظريات معممة.
- والشيء المميز لنهج اديسون الفكري أنه كان شكاكا دائما، وأبدا لم بأخذ الأمور مسلما بها.
- اديسون أدلى الاستخدام الفعال للاستعارات عندما يصور اختراعاته.
- لديه قدرة كبيرة على فهم العلاقات الكمية على الرغم من تدريبه الحسابي المحدود.
- كان يعمل بتصور فكرة والعمل على تحقيقها.
- أديسون (والعاملين معه) امتلكوا مهارة يدوية ممتازة.
- اديسون كان أيضا مبدعا جدا في رسم، مما مكنه من التصور وممارسة أفكاره على الورق.
- اديسون استخدم المطاردة والمحاولة على نطاق واسع ولكن فقط عندما لا توجد نظرية وبطريقة منتظمة وليس بطريقة عشوائية.
- أديسون كان يتميز بقدرته على التعامل مع التغيرات المعقدة.

## اديسون واستعراض الأدب
من أقوال اديسون: «عندما أريد أن أكتشف شيئا، أبدأ بقراءة كل شيء تم في ذلك الإتجاه في الماضي -- عن طريق تناول كل ما في المكتبة من كتب في ذلك الموضوع. أرى ما تم إنجازه من العمل والنفقة الكبيرة في الماضي. أجمع البيانات من عدة آلاف من التجارب كنقطة انطلاق، ومن ثم أصنع الآلاف الأخرى».
اديسون قدم جميع أنواع الاكتشافات في حياته. يجب علينا جميعا أن نكون سعداء جدا أن توماس اديسون قد صنع المصباح [ب]، وإلا لما كنا قادرين على رؤية غروب شمس الماضي.